# カイユテ (小惑星)
カイユテ (13219 Cailletet) は、小惑星帯に位置する小惑星。アリゾナ大学のスペースウォッチ計画によって発見された。
1877年に断熱膨張による低温化により気体の液化に成功したフランスの物理学者、ルイ・ポール・カイユテから名づけられた。